# Veni Creator Spiritus
Ne doit pas être confondu avec Veni Sancte Spiritus.
Le Veni Creator Spiritus est une hymne, considérée comme une des compositions les plus distinguées de ce genre. L'œuvre fut composée au IXe siècle et il s'agit d'un fruit de la Renaissance carolingienne. Elle est formellement utilisée auprès des églises catholiques mais aussi dans la plupart des églises occidentales.

## Texte
| Latin | français |
| --- | --- |
| Veni, creator Spiritus, Mentes tuorum visita, Imple superna gratia Quæ tu creasti pectora. Qui diceris Paraclitus, Altissimi donum Dei, Fons vivus, ignis, caritas Et spiritalis unctio. Tu septiformis munere, Digitus paternæ dexteræ, Tu rite promissum Patris, Sermone ditans guttura. Accende lumen sensibus, Infunde amorem cordibus, Infirma nostri corporis Virtute firmans perpeti. Hostem repellas longius Pacemque dones protinus ; Ductore sic te prævio Vitemus omne noxium. Per te sciamus da Patrem, Noscamus atque Filium ; Te utriusque Spiritum Credamus omni tempore. Deo Patri sit gloria, Et Filio, qui a mortuis Surrexit, ac Paraclito In saeculorum saecula. Amen. (Vatican 2015) | 1) Viens, Esprit Créateur, Visite l'âme de tes fidèles, Emplis de la grâce d'En-Haut Les cœurs que tu as créés. 2) Toi que l'on nomme le Conseiller, Don du Dieu Très-Haut, Source vive, feu, charité, Invisible consécration. 3) Tu es l'Esprit aux sept dons, Le doigt de la main du Père, L'Esprit de vérité promis par le Père, C'est toi qui inspires nos paroles. 4) Allume en nous ta lumière, Emplis d'amour nos cœurs, Affermis toujours de ta force La faiblesse de notre corps. 5) Repousse l'ennemi loin de nous, Donne-nous ta paix sans retard, Pour que, sous ta conduite et ton conseil, Nous évitions tout mal et toute erreur. 6) Fais-nous connaître le Père, Révèle-nous le Fils, Et toi, leur commun Esprit, Fais-nous toujours croire en toi. 7) Gloire soit à Dieu le Père, au Fils ressuscité des morts, à l'Esprit Saint consolateur, maintenant et dans tous les siècles. Amen. (Vatican 2020) |

Texte très ancien, il existe quelques variantes de verset, même dans les dossiers du Vatican, qui furent sortis auparavant.

## Partition

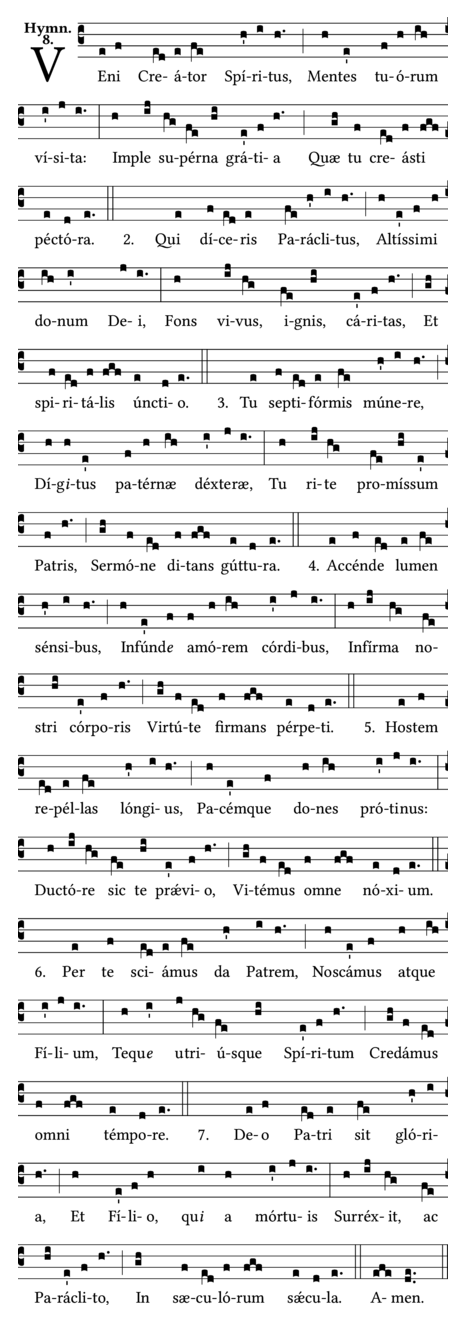

## Historique

### Origine du texte
Comme d'autres hymnes très anciennes, l'origine du Veni creator spiritus demeure encore floue, faute de manuscrit sûr. Reprenant les candidats que d'autres chercheurs avaient présentés : saint Ambroise de Milan (397), saint Grégoire le Grand (604), Charlemagne (814) et Raban Maur (856), John Julian, qui publia en 1892 A Dictionary of Hymnology, conclut que le véritable auteur restait inconnu. Un sujet auquel s'intéressa également  en 1924 Dom Henri-Marie-André Wilmart, spécialiste des œuvres médiévales.
1. L'origine de l'attribution à saint Ambroise vient de publications des œuvres de ce saint de Milan au XVIe siècle (ainsi qu'au siècle suivant) dans lesquelles on incluait en effet le Veni creator[jj 3]. En admettant que l'auteur du Veni creator ait pu être inspiré par l'hymne ambrosienne, authentique celle-ci, Veni Redemptor gentium[jj 4], l'absence d'indice en faveur d'Ambroise permet d'abandonner définitivement cette attribution [jj 3],[aw 1].
2. En ce qui concerne saint Grégoire le Grand, l'idée était que ce pape, en raison de ses grandes connaissances, aurait pu composer une telle œuvre. Or, il n'existe aucun document ancien qui permette de confirmer cette hypothèse[jj 3] tandis que le texte ne peut pas être antérieur à la Renaissance carolingienne[aw 1], en raison surtout des manuscrits les plus anciens[aw 1]. Mais l'avis de quelques chercheurs était et est que l'hymne, notamment la strophe V, fait écho à la question du Filioque, à la suite du troisième synode d'Aix-la-Chapelle (809) au cours duquel on discuta principalement de ce sujet[ak 2],[aw 2].
3. De ce point de vue, on pouvait retenir l'hypothèse d'un Charlemagne auteur de cette hymne. Ainsi, en 1889, Auguste Lerosey avait écrit : Charlemagne (IXe siècle), ou mieux auteur incertain[5]. À dire vrai , cette attribution était en faveur au XIXe siècle, l'un des moines de l'abbaye de Saint-Gall ayant présenté dans leur manuscrit 556, p. 342, cette identification [jj 5]. Il s'agit d'un manuscrit composé à plusieurs mains, du IXe siècle au XIIIe siècle. John Julian avait conclu, en raison de l'attribution tardive (XIIIe siècle par Ekkehard V[aw 1]) sans indice concret, que ni Charlemagne (Karolo) ni Charles II le Chauve n'était l'auteur[jj 3]. De même, aussi bien Dom Wilmart que Pierre Batiffol écartèrent cette hypothèse en 1924[aw 3].
4. Ainsi, parmi les quatre personnages, Raban Maur restait seul candidat possible. L'attribution fut faite en 1617 par Christoph Brouwer, mais également sans justification qu'on puisse tenir pour sûre [jj 3]. Cette publication[6] de Brouwer était celle d'un manuscrit du Xe siècle issu de l'abbaye de Fulda où Raban Maur avait été élu abbé en 822[7]. Comme une grande partie de ce manuscrit est aujourd'hui perdue[aw 4], on ne peut pas le vérifier de façon critique. Aussi John Julian avait-il accusé tant le manque de qualité de rédaction que la plupart des attributions douteuses[jj 3]. De son côté, Dom Wilmart considérait, après avoir examiné ces œuvres, que les compositions sont certainement étrangères à l'abbé de Fulda[aw 5].

De nos jours, donc, ne fut découvert aucun manuscrit précisant le nom de l'auteur. Et, si les chercheurs mentionnaient l'existence de manuscrit daté du Xe siècle, on ne trouve actuellement, dans les archives, que les manuscrits à partir de l'an 1000 environ, selon la datation précise,,. Il existerait donc plus de 150 ans d'absence de manuscrit, après la composition.
Ce qui demeure certain est qu'il s'agit d'un véritable chef-d'œuvre de la liturgie du Moyen Âge. En 2019, lors de la publication de son étude consacrée au Veni creator, Jessica Ammer partageait l'avis de l'historien britannique Frederic James Edward Raby (1953) : « If, however, it cannot be proved that this splendid hymn is the work of Raban, it is certain that it belongs to the ninth century and is a fruit of the Carolingian Renaissance. » (Or, même si l'on ne peut pas confirmer que cette magnifique hymne soit l'œuvre de Raban, il est certain qu'elle est attribuée au IXe siècle et un fruit de la Renaissance carolingienne.) Telle est la conclusion des spécialistes.
En admettant qu'il y ait toujours l'affirmation pour Raban Maur, comme Benoît Patar (2006), encore faut-il découvrir un manuscrit plus ancien et plus sûr. Une encyclopédie, révisée en 2017, classait cette hymne parmi les œuvres anonymes. La bibliothèque nationale de France aussi reste prudente. Celle-ci donne son avis, sans employer le mot auteur, à l’Adoro te devote dont l'attribution de l'auteur était également discutée : Attribué à Thomas d'Aquin. Au contraire, en ce qui concerne ce sujet, la bibliothèque nationale ne donne aucun avis à la Veni creator ni à Raban Maur.

### Origine de la mélodie
La notation musicale la plus ancienne de Veni creator spiritus se trouve dans un manuscrit, qui fut copié vers 1000, dit Kemptener Hymnenbuch, issu de l'abbaye de Reichenau. Ce manuscrit Rh83, à l'origine en usage à Kempten (Allgäu), se conserve actuellement à la bibliothèque centrale de Zurich. Il s'agit de l'un des témoignages les plus anciens. La mélodie de celui-ci ressemble à celle de l'hymne de Pâques Hic est verus. La similitude se trouve aussi dans la tradition du rite ambrosien, :
- hymne ambrosienne Hic est dies verus Dei[12] : [écouter en ligne]

### Diffusion par l'ordre de Cluny et le concile de Reims
Dom Prosper Guéranger soulignait, dans L'année Liturgique tome III, l'importance de la pratique de l'hymne Veni creator spiritus à l'office de tierce toute l'année, mais surtout en faveur de celui qui précède la messe solennelle de la Pentecôte. Il affecta l'origine de cette pratique au XIe siècle et à saint Hugues de Cluny. L'étude concernant la réforme clunisienne, qui avait été lancée vers 1030, permet d'affirmer cette attribution à l'ordre de Cluny. Cependant, réforme destinée aux monastères de l'ordre, cette recommandation eut son influence, assez progressivement. Le concile de Reims, tenu en 1049 en présence de Léon IX, était détaillé par un moine de l'abbaye Saint-Remi de Reims, Anselme, qui écrivait que, la journée de la clôture, l'hymne Veni creator spiritus avait été chanté, pour remplacer l'antienne Exaudi nos Domine : « sed ad ejus adventum clerus decentissime cecinit hymnum, Veni creator Spiritus. » Écrite entre 1067 et 1071, il s'agit de la citation la plus ancienne parmi les documents surs,.

### Manuscrits duXIesiècle
Avant le XIIe siècle, les manuscrits copiés n'étaient pas nombreux. Il existe toutefois plusieurs manuscrits du XIe siècle qui contiennent l'hymne Veni creator spiritus, ceux qui nous renseignent quelques caractéristiques importantes de cette hymne,. Ils se trouvent en Allemagne, en Angleterre, en Espagne, en France, en Italie et en Suisse :
- manuscrit 391 de Corpus Christi College (Cambridge) (entre 1060 et 1069) : [manuscrit en ligne (voir p. 251)] strophes I - VI
- rubrique HYMNUS AD NOCTURNUM
- manuscrit B.III.32 de la bibliothèque de la cathédrale de Durham (au milieu du XIe siècle) : folio 27 [texte en ligne] strophes I - VI et deux strophes supplémentaires
- rubrique YMNUS AD PENTECOSTEN AD VESPERAM.
- manuscrit Cotton Vespasian D XII du British Museum (au milieu du XIe siècle) : folio 79r [manuscrit en ligne (voir f79r)] strophes I - VI et Deo patri sit gloria
- rubrique IN SANCTO PENTECOSTEN • YMNUS
- manuscrit 387 de la bibliothèque de l'abbaye de Saint-Gall : folio 215 [manuscrit en ligne] strophes I - VI et Amen
- rubrique YMNUS
- manuscrit latin 103 de la bibliothèque nationale de France : folio 154v [texte et notation ajoutée en ligne] strophes I - VI et Amen
- rubrique ITEM ALIUS (encore un autre) = AD LAUDES (folio 154r)
- manuscrit palatina latin 30 de la bibliothèque apostolique vaticane : folio 142v [manuscrit en ligne (voir 142v)] strophes I - VI et Gloria patri
- aucune rubrique
- manuscrit additional 30848 du British Museum, bréviaire mozarabe issu de l'abbaye Saint-Dominique de Silos[hv 1] : folio 159
- office des laudes[jj 3]

Au regard du manuscrit noté le plus ancien, le texte n'est pas disponible en ligne :
- manuscrit Rh83 de la bibliothèque centrale de Zurich, issu de l'abbaye de Reichenau (vers 1000[ak 3],[17])
- rubrique IN PENTECOSTEN[17]

Dans certains manuscrits, les premiers mots sont présentés, ce que le célébrant étonnait :
- manuscrit Harley 2961 du British Museum (entre 1050 - 1072) : [manuscrit en ligne (voir folio 102v)] Veni creator sps.
- rubrique YMN’ • SVP • N° (Pentecôte et nocturne ?)
- manuscrit additional 30850 du British Museum, issu de l'abbaye Saint-Dominique de Silos[hv 2] : folio 137[jj 1]
- office des laudes[jj 3]
- manuscrit Cotton Titus D.XXVII du British Museum (entre 1023 et 1035) : folio 76r [manuscrit en ligne (voir 76r)] VENI CREATOR SPS
- rubrique HYMNUS
- office de la fête de la Sainte Trinité[18] (voir aussi dessin de la triomphe de la Sainte Trinité, Arius et Judas Iscariote en enfer, folio 75v)
- manuscrit Liturgical Miscellaneaous 359 (Pontifical and Collectarium) de la bibliothèque Bodléienne, issu de la cathérale d'Arezzo (vers 1100)

Ces manuscrits indiquent qu'à l'origine, le texte se construisait de six strophes et qu'une doxologie y fut ajouté tardivement, car la strophe VI n'est autre qu'une doxologie formelle. Pour cette doxologie VII, il existe un grand nombre de variantes alors qu'il y a peu de modification pour les strophes I - VI,. Ce que ces manuscrits expriment est que, dans ce siècle, ni le texte ni l'usage n'était fixé ; rien n'était fixé au XIe siècle. Sans doute, la mélodie non plus.

### Possibilité d'autres mélodies
Le manuscrit latin 103 de la bibliothèque nationale de France est un témoin très important. Au folio 154v, l'hymne Veni creator s'accompagne de neumes-accents français, qui était une caractéristique à Saint-Denis. Cela signifie qu'au XIe siècle, cette hymne était en usage à l'abbaye de Saint-Denis,. Au XIIIe siècle, ce manuscrit était déjà placé dans la bibliothèque, donc hors d'usage. L'analyse du répertoire permet d'établir que le manuscrit était fidèle à la liturgie locale de Saint-Denis, selon le rite gallican. La question, qui reste encore, est que la notation musicale était ajoutée à seule cette pièce, en dépit de la mélodie qui est connue aujourd'hui. De surcroît, il ne s'agissait pas d'un livre de chant. Il semble donc qu'il existât, auparavant, une autre version musicale et qu'à la suite de l'adoption de la nouvelle version de laquelle la mélodie est identique à l'hymne ambrosienne, on dût annoter cette dernière. Cette hypothèse de Suzan Boynton demeure assez possible, car, dans le manuscrit D'Orville 45 de la bibliothèque Bodléienne (à l'origine, 1067 ou 1068), l'hymne fut entièrement ajoutée, un peu tardivement, au manuscrit. Son usage était précisé, dans cette addition, pour l'office de Tierce de la Pentecôte. Cela suggère qu'il s'agirait d'une nouvelle adoption. Il est d'ailleurs à noter que ce manuscrit était issu de l'abbaye Saint-Pierre de Moissac qui demeurait, à cette époque-là et depuis 1048, sous influence de la réforme clunisienne. Cluny recommandait, bien entendu, cette pratique.
À partir du XIIe siècle, les manuscrits devinrent si nombreux que l'on peut considérer que dorénavant l'utilisation était habituelle. La Veni creator spiritus se trouve en effet dans de nombreux bréviaires, hymnaires et le reste, en usage de toutes les églises occidentales, quel que soit le rite.

### Premières compositions en polyphonie
En ce qui concerne la composition musicale, il reste quelques manuscrits très anciens. Celui de Philippe de Vitry (1361) est considéré comme le plus ancien. L'original de ce manuscrit fut détruit à Strasbourg par l'incendie issu de la guerre franco-allemande de 1870, mais des transcriptions sont conservées à la bibliothèque du conservatoire royal de Bruxelles. Plusieurs manuscrits de John Dunstable (1453), compositeur britannique, se trouvent même dans des archives italiennes (Aoste, Modène et Trente), ce qui confirme son authenticité et sans doute sa popularité. Il s'agit d'une œuvre particulière, à savoir en combinaison, de ce compositeur dans laquelle deux voix sur quatre chantent le texte de l'hymne Veni Sancte Spiritus : I - séquence Veni sancte spiritus ; II - trope selon Veni sancte spiritus ; III (ténor) - hymne Veni creator spiritus en tant que cantus firmus ; IV (contre-ténor) - Veni creator spiritus.

### À la fin du Moyen Âge
Au XVe siècle, deux compositeurs importants de l'École bourguignonne, Guillaume Dufay et Gilles Binchois, composèrent, eux aussi, leur Veni creator en polyphonie.
La Veni creator fut entonné lors de la reddition de Bordeaux aux Français. C'était le 29 juin 1451 que l'archevêque Pey Berland et tous les ordres de ville accueillirent, à la porte de la ville, l'armée française dirigée par Jean de Dunois. L'hymne symbolisait tant le rendre grâce que la procession des religieux,
L'hymne était et est réservée, également, à la fondation des établissements ecclésiastiques. Le 26 juin 1472, lors de l'inauguration solennelle de l'université d'Ingolstadt, qui était la première université en Bavière et canoniquement érigée en 1459 par le pape Pie II, la première strophe Veni creator spiritus mentes tuorum visita fut prononcée par Martin Mayr, au milieu de son discours.

### À la Renaissance
Tout comme le Te Deum, la Veni creator spiritus était le synonyme de la paix. À la suite du traité de Cambrai, qui fut conclu et signé par Louis XII en 1508, Nicaise Ladame, chroniqueur de Maximilien Ier, composa La paix faicte a Chambray entre l'empereur [et] le tres crestie Roy de France avec leur aliez [lire en ligne]. Le troisième poème possédait un incipit en latin : Le Veni creator spiritus faicte et composé a Chambray pur la paix par le songeur dessus dit. Et l'auteur insérait ses propres versets en français entre les textes de l'hymne. Dans cette œuvre, les rimes étaient, malgré cela, respectés (spiritus en latin et Vertus en français), ce qui exprime le talent de cet écrivain :
(I) Veni creator spiritus

Qui les bons vivans lave et munde

Fait que par tes dignes Vertus.......

Mentes tuorum visita.

(II) Imple superna gratia

Les princes de noble appareil.......

Quæ tu creasto pectora.

(III) Qui paraclitus diceris

etc.
L'hymne fut solennellement chantée, le 13 décembre 1545 à la cathédrale de Trente, lors de l'inauguration de célèbre concile de Trente.
Et dans le cadre de cette Contre-Réforme, le bréviaire romain adopta en 1570 la doxologie actuelle Deo Patri sit gloria.
Il est normal que l'on l'ait chantée en janvier 1579 avec une oraison en l'honneur du Saint-Esprit, lorsque furent nommés les premiers chevaliers de l'ordre du Saint-Esprit par le roi Henri III.
À la Renaissance, on comptait quelques compositeurs les plus importants de l'époque. Il s'agit d'Adrien Willaert, de Roland de Lassus, de Tomás Luis de Victoria et de Carlo Gesualdo. La publication de Victoria en 1581 précisait son usage liturgique, In pentecoste. Sans doute s'agit-il de la partition la plus ancienne qui indiquât cette utilisation.
Quant à Luther, il avait adopté en 1535, pour son rite d'ordination, l'hymne Veni creator en traduction, avec la Veni Sancte Spiritus.

### Toujours dans la liturgie sous le règne de Louis XIII
L'usage de l'hymne s'illustrait au moment du sacre des rois de France à Reims. Ainsi, le 16 octobre 1610, la veille du sacre de Louis XIII, la chapelle royale chanta Veni creator spiritus, à la fin des offices solennelles de vêpres.
Le règne de Louis XIII comptait encore plusieurs témoignages. Après avoir célébré une messe dominicale le 18 octobre 1618 à l'église Saint-Germain-d'Auxerre de Navarrenx, le roi retourna à Pau de sorte que l'évêque y rétablisse le culte catholique. Le 20 octobre, Louis XIII assista à la procession vers une petite chapelle qui conservait le Saint-Sacrement avant la messe à la cathédrale. L'hymne était chantée lors du départ de cette procession solennelle.
L'utilisation était parfois quotidienne. Dans le Cérémonial des religieuses de l'abbaye Notre-Dame de Monter-Villers, Ordre de Sainct Benoit (Paris, 1626), le chant à la fin de la messe était précisé : « Vers la fin de la Messe, la Sacristine allumera les cierges,... commencera en chant, Veni Creator que le Chœur poursuivra à genoux, et les cloches sonneront durant iceluy. »
Il est à noter qu'à partir de cette époque-là, l'hymne était fréquemment chantée en alternance, à savoir à l'unisson et en polyphonie. Ou, on chantait en alternance entre la voix et l'orgue. Par exemple, le manuscrit Vma Rés 571 de la bibliothèque nationale de France ne contient que les strophes I, III, V et VII. Cette alternance était recommandée par la réforme liturgique selon le Contre-Réforme, qui était précisée par le dit Cérémonial de Clément VIII sorti du Vatican en 1600, dans l'optique de sauvegarder la musicalité de la liturgie, au contraire du calvinisme qui faisait supprimer toute la musique.
Enfin, c'était sous le règne de ce roi qu'Antoine Boësset (1643) commença, en France, à composer la Veni creator en polyphonie. L'œuvre de Jehan Titelouze (1623) pour l'orgue facilitait la pratique en alternance. Il ne composa que quatre strophes sur sept .

### Paraphrases de compositeurs

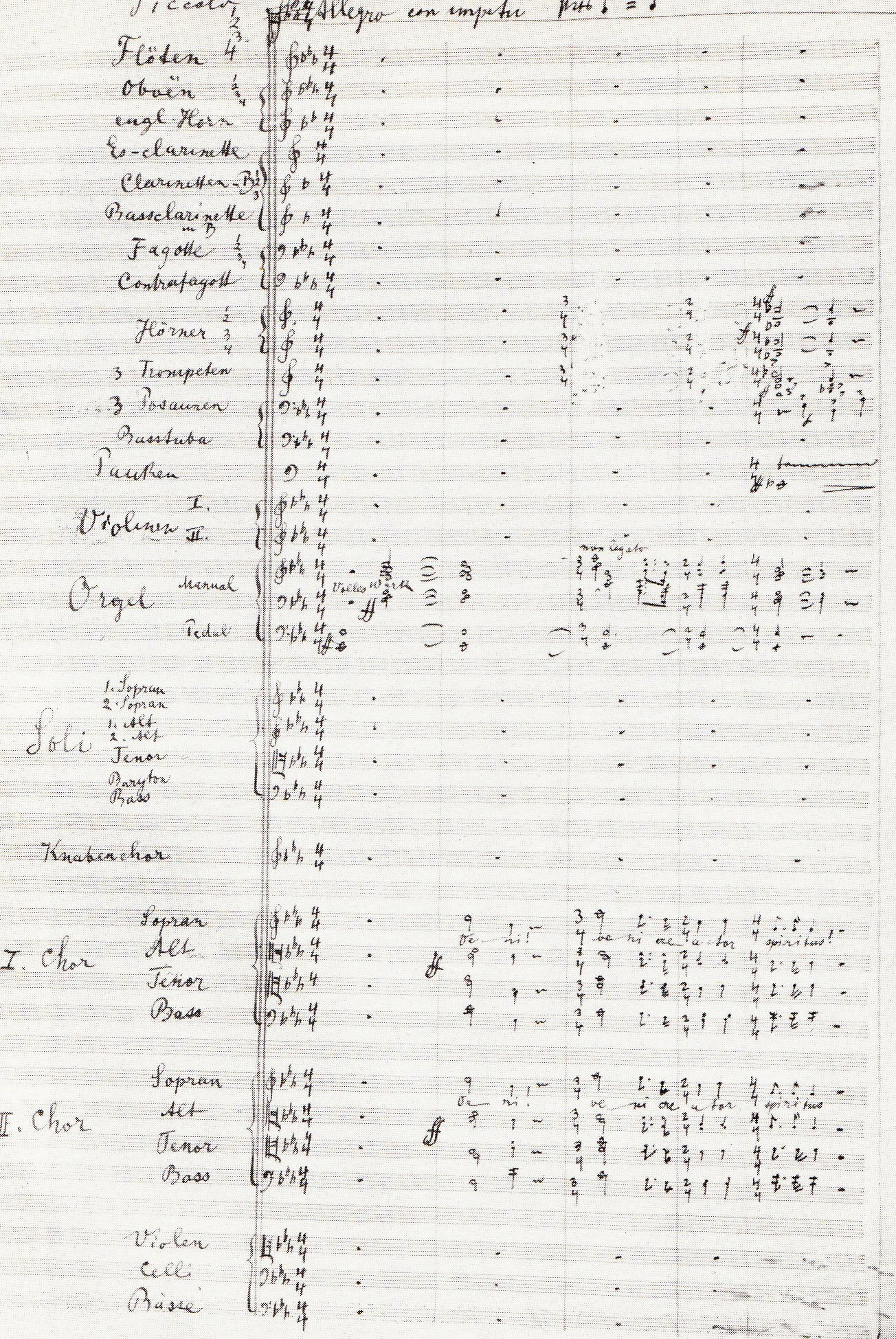

Ce texte spirituel inspira de nombreux compositeurs. On s'aperçoit de ce phénomène surtout à la chapelle royale sous le règne de Louis XIV, ce qui suggère la préférence de ce Roi Soleil. Marc-Antoine Charpentier en composa cinq, s'il n'avait aucune fonction officielle à la cour de ce roi. L'époque de la musique romantique arrivée, un certain nombre de grands compositeurs catholiques n'hésitèrent pas, au XIXe siècle, à prendre ce texte, par exemple César Franck, Anton Bruckner, Camille Saint-Saëns, Hector Berlioz (H141).
L'hymne Veni creator spiritus fut sélectionnée par Gustav Mahler en faveur de sa symphonie no 8, composée en 1907. L'œuvre était dédiée à Meiner lieben Frau (ma chère épouse) Alma Mahler, ce qui explique pourquoi Mahler avait choisi cette hymne pour le 1er mouvement, à la suite d'un mariage compliqué. À l'origine, l'œuvre avait été conçue comme symphonie banale, mais finalement améliorée avec l'hymne et un texte de Johann Wolfgang von Goethe. La première partie se caractérise de deux motifs, celui de Veni creator spiritus et celui d’Imple superna gratia. Celui d’Accende lumen sensibus, qui s'emploie pour le développement d'après la règle de la sonate, est remis dans le deuxième mouvement. Donc il y a un contraste entre le motif descendant de Veni creator et le motif ascendant d’Accende lumen, selon le sens de texte.
Le compositeur polonais Karol Szymanowski, quant à lui, écrivit son œuvre en polonais en 1930. Il s'agissait d'une composition particulière tandis que le choix de Szymanowski n'était pas par hasard. En effet, l'œuvre fut exécutée le 7 novembre en faveur de l'inauguration de l'Académie de musique de Varsovie, dont l'organisation avait été réformée à cette année-là. Le compositeur fut nommé premier recteur de cette académie. On comprend que le texte, vraiment solennel et spirituel, fût particulièrement adapté à cette célébration distinguée. L'événement fut suivi, à partir du 29 novembre, de l'insurrection de Novembre.

## Usage actuel
La réforme liturgique selon le concile Vatican II affecta à l'hymne un rôle plus important dans la célébration. Dorénavant, cette dernière commence avec une hymne qui exprime le motif ou la caractéristique de la célébration, avec refrain. Surtout, l'hymne Veni creator spiritus est réservée aux vêpres du Temps pascal (année II) ainsi que de Pentecôte, tout comme auparavant.
La tradition depuis le XIe siècle, ou avant, se conserve toujours. L'hymne est chantée en faveur de l'ordination sacerdotale des prêtres,. De surcroît, celle-ci est réservée à la première messe de prêtre après cette ordination. Il est à noter que la première strophe se chante à genoux.
L'hymne se chante de façon générale pour les appels de vocations : ainsi, elle se chante pour prononcer la profession de vœux par les religieuses et religieux (l'un des témoignages les plus dramatiques est ceux des Carmélites de Compiègne, exécutées le 17 juillet 1794,) ou encore pour les mariages.
Il est essentiel que les célébrations remarquables ont besoin de cette hymne, par exemple, lors de l'entrée du conclave, de la célébration de synodes et de conciles, de la dédicace des églises. Ainsi, avec cette hymne, le concile Vatican II aussi commença, le 11 octobre 1962. Quelle que soit la célébration, l'usage adapte à la solennité de laquelle celle-ci a besoin. Ainsi, à la messe ecclésiastique tenue le 14 janvier 2015, le Veni creator fut chantée à Colombo. Il s'agissait d'un voyage officiel du pape François dans l'optique de visiter le Sri Lanka et les Philippines. L'hymne fut chantée une seule fois à Colombo, lors de la première messe de ces missions pontificales.
Comme l'exécution était et est réservée à ces célébrations particulièrement distinguées, l'accompagnement de la cloche ou des instruments n'est pas rare, depuis le Moyen Âge, dans l'optique d'amplifier la dignité. À la fête de la Pentecôte, c'est souvent la trompette qui symbolise l'Esprit saint. Dans le contexte liturgique, c'est donc pendant la neuvaine préparatoire à la Pentecôte qu'on la chante en souhaitant les dons de l'Esprit saint.

## Mis en musique

### Au Moyen Âge
- Philippe de Vitry (1291 -  1361) : motet[21]
- John Dunstaple (vers 1390 -  1453) : motet à 4 voix[22],[48]
- Petrus Wilhelmi de Grudencz (vers 1395 -  vers 1480) : motet[49]
- Guillaume Dufay (1397 -  1474) : hymne[50]
- Gilles Binchois (vers 1400 -  1460) : hymne à 3 voix[51],[52] [partition en ligne]

### À la Renaissance
- Pedro de Cristo (vers 1545 -  1618) : hymne[53]
- Alonso Pérez de Alba (vers 1480 -  vers 1520) : hymne[54]
- Adrian Willaert (vers 1490 -  1562) : hymne à 5 voix[55]
- William Munday (vers 1528 -  vers 1591) : œuvre, dans quatre manuscrits[56]
- Roland de Lassus (1532 -  1594) : motet à 6 voix (1568)[57]
- Tomás Luis de Victoria (vers 1548 -  1611) : motet à 4 voix pour la Pentecôte (1581)[30] [partition en ligne] [manuscrit en ligne]
- Pedro Bermúdez (1558 -  1605) : hymne[58]
- Carlo Gesualdo (1566 -  1613) : motet dans le deuxième livre de Sacræ Cantiones, no 8 (1603)[59]

### Musique baroque
- Antoine Boesset (1587 -  1643) : hymne à 4 voix accompagnée d'orgue[60],[xiii 4]
- Henry Du Mont (1610 -  1684) : motet de la Pentecôte à 4 voix avec basse continue, dans la Cantica sacra (1652)[61]
- Guillaume-Gabriel Nivers (1632 -  1714) : motet pour soliste et chœur, dans les Motets à voix seule, accompagnée de la basse continue (1689)[62] [partition en ligne]
- Marc-Antoine Charpentier (1643 -  1704) :
  - motet à 3 voix accompagné d'instruments, H54[63]
  - hymne du Saint-Esprit pour solistes, chœur et instrument, H66[64]
  - motet pour soprano solo et basse continue, dans le Motet pour le catéchisme, no 1, H69 (vers 1690)[65]
  - motet pour soprano solo et basse continue, dans le Motet pour le catéchisme, no 3, H70 (vers 1690)[66]
  - motet pour le Saint-Esprit avec haute-contre, ténor et basse ainsi que basse continue, H362 (vers 1692)[67]
- Michel-Richard de Lalande (1657 -  1726) : motet pour les 1res et 2es vêpres de la Pentecôte, S14 (1684, révision 1722)[68]
- André Campra (1660 -  1744) : hymne pour la Pentecôte (1731)[69],[70]
- Henry Desmarest (1661 -  1741) : motet pour 5 solistes et chœur à 5 voix ainsi qu'instruments[71],[72]
- Charles-Hubert Gervais (1671 -  1744) : hymne du Saint-Esprit pour 4 solistes, chœur à 4 voix et instruments[73] [manuscrit en ligne]

### Musique classique
- Ferdinando Bertoni (1725 -  1813) : motet pour 2 sopranos, chœur et orchestre (vers 1780)[74]
- François Giroust (1737 -  1799) : motet pour 4 solistes, chœur à 4 voix et instruments[75]
- Michael Haydn (1737 -  1806) : hymne des vêpres de la Pentecôte pour chœur à 4 voix et orchestre, MH326 (1782)[76]
- Pierre Desvignes (1764 -  1827) : hymne au Saint-Esprit pour 5 voix et instruments[77]
- Hector Berlioz (1803 -  1869) : motet pour 3 soli et chœur à 3 voix de femmes[78]
- César Franck (1822 -  1890) : hymne pour ténor et basse ainsi qu'orgue ou orchestre, CFF218 (1872)[79]
- Édouard Lalo (1823 -  1892) : œuvre pour chœur et orgue ou piano[80]
- Anton Bruckner (1824 -  1896) : hymne à l'unisson accompagnée d'orgue, WAB50 (vers 1884)[81]
- Camille Saint-Saëns (1835 -  1921) : hymne pour 4 voix d'hommes et orgue[82]
- Nicolas Couturier (1840 -  1911) : œuvre à l'unisson et à 4 voix[83]
- Augusta Holmès (1847 -  1903) : œuvre pour ténor solo, chœur à 4 voix et grand orgue[84] [partition en ligne]
- Samuel Rousseau (1853 -  1904) : motet pour solo, chœur et orchestre (1893)[85]
- Gustav Mahler (1860 - 1911) : symphonie no 8 en mi bémol majeur; 1. Hymnus : Veni Creator Spiritus, Allegro Impetuoso (1907)

### Musique contemporaine
- Johann Baptist Hilber (1891 -  1973) : hymne pour chœur et orgue[86]
- Carl Orff (1895 -  1982) : cantate dans les Kantanten nach Texten von Franz Werfel für gemichen Chor, Klaviere und Schlaginstrumente (1930, révision 1958 et 1968)[87]
- Krzysztof Penderecki (1933 -) : hymne pour chœur (1987)[88]
- Arvo Pärt (1935 -) : hymne de la Pentecôte pour chœur et orgue (2006)[89]
- Urmas Sisask (1960 -) : œuvre pour chœur, flute et percussion, op. 114 (2008)[90]

### MesseVeni creator spiritus
- Giovanni Pierluigi da Palestrina (1525 -  1594) : messe dans le manuscrit 57 de la chapelle Sixtine, folios 38v - 42r[91]

### Œuvre instrumentale
- Hans Buchner (1483 -  1538) :
  - 3 pièces pour orgue dans la Sämtliche Orgelwerke[92]
- Jehan Titelouze (1563 -  1633) : extrait du recueil Hymnes de l'Église pour toucher sur l'orgue (1623)[93] [partition en ligne]
- Guillaume-Gabriel Nivers (1632 -  1714) : hymne de la Pentecoste à vespres et à tierce dans le Livre d'orgue, no 2 (1667)[94]
- Nicolas de Grigny (1672 -  1703) : hymne dans le Premier livre d'orgue (1699)[95]
- Marcel Dupré (1886 -  1971) : choral instrumental pour orgue, dans Le tombeau de Titelouze, op. 38, no 8 (1943)[96]
- Maurice Duruflé (1902 - 1986) : Prélude, Adagio et Choral varié sur le Veni Creator, op. 4 (1930) ;
- Olivier Greif (1950 -  2000) : hymne pour violoncelle et clavier (1978)[97]
- Jean-Baptiste Robin (1976 -) : hymne Cinq verets sur le Veni creator en faveur de la cathédrale de Reims (2012)[98]

Il est à noter qu'il existe de nombreuses paraphrases pour orgue tant de la Veni creator que de la Komm, Gott Schöpfer, composées par des organistes moins connus.

### Vatican
- Lettre aux prêtres du pape Jean-Paul II, le 31 mars 1998
- Homélie du pape Benoît XVI avec les Mouvements ecclésiaux et les Communautés nouvelles, la veillée de Pentecôte 3 juin 2006
- Partition dans la brochure de la messe pontificale présidée par le pape François, le 12 janvier 2015

### Notice
- Bibliothèque nationale de France : Veni creator Spiritus (musique) : [lire en ligne]
- Académie de chant grégorien : Veni creator spiritus [lire en ligne]